# Isaac Björklund
Isaac Björklund, född 22 oktober 1686 på Heikkilä i Lillkyro, Österbotten, död 30 januari 1740, var en finländsk universitetslärare.
Björklund blev 1705 student vid Uppsala universitet, men tvingades av ekonomiska skäl att återvända till sitt hem. Sedan han efter många besvärligheter fått tillfälle att avsluta sina studier i Uppsala, kallades han 1720 till adjunkt i filosofi vid Kungliga Akademien i Åbo. År 1725 utnämndes han till lektor i Borgå. Dessa beställningar kom han dock ej att tillträda, till följd av att han var sysselsatt med att genomse Gezeliernas bibelverk, vilket fullbordades av honom. Efter att han 1726 prästvigts, kallades han 1728 till professor i österländska språk i Åbo, varifrån han 1734 befordrades till teologie professor och till pastor vid Åbo stads församling.